# Lamachus eques
Lamachus eques là một loài tò vò trong họ Ichneumonidae.